# Dicranota serrulifera
Dicranota serrulifera är en tvåvingeart som beskrevs av Alexander 1950. Dicranota serrulifera ingår i släktet Dicranota och familjen hårögonharkrankar.
Artens utbredningsområde är Myanmar. Inga underarter finns listade i Catalogue of Life.